# Tabanac

Tabanac este o comună în departamentul Gironde din sud-vestul Franței. În 2009 avea o populație de 1.054 de locuitori.

## Evoluția populației
| An        | 1975 | 1982 | 1990 | 1999 | 2006  | 2009  |
| --------- | ---- | ---- | ---- | ---- | ----- | ----- |
| Populație | 678  | 811  | 889  | 973  | 1.065 | 1.054 |